# Dish TV
Dish TV (stylisé comme dishtv) est une entreprise spécialisée dans la télévision par satellite. C'est une division de Zee Entertainment Enterprises. Au 30 septembre 2016, Dish TV compte environ 15,1 millions d'abonnés.